# ワレンチン・ムラトフ

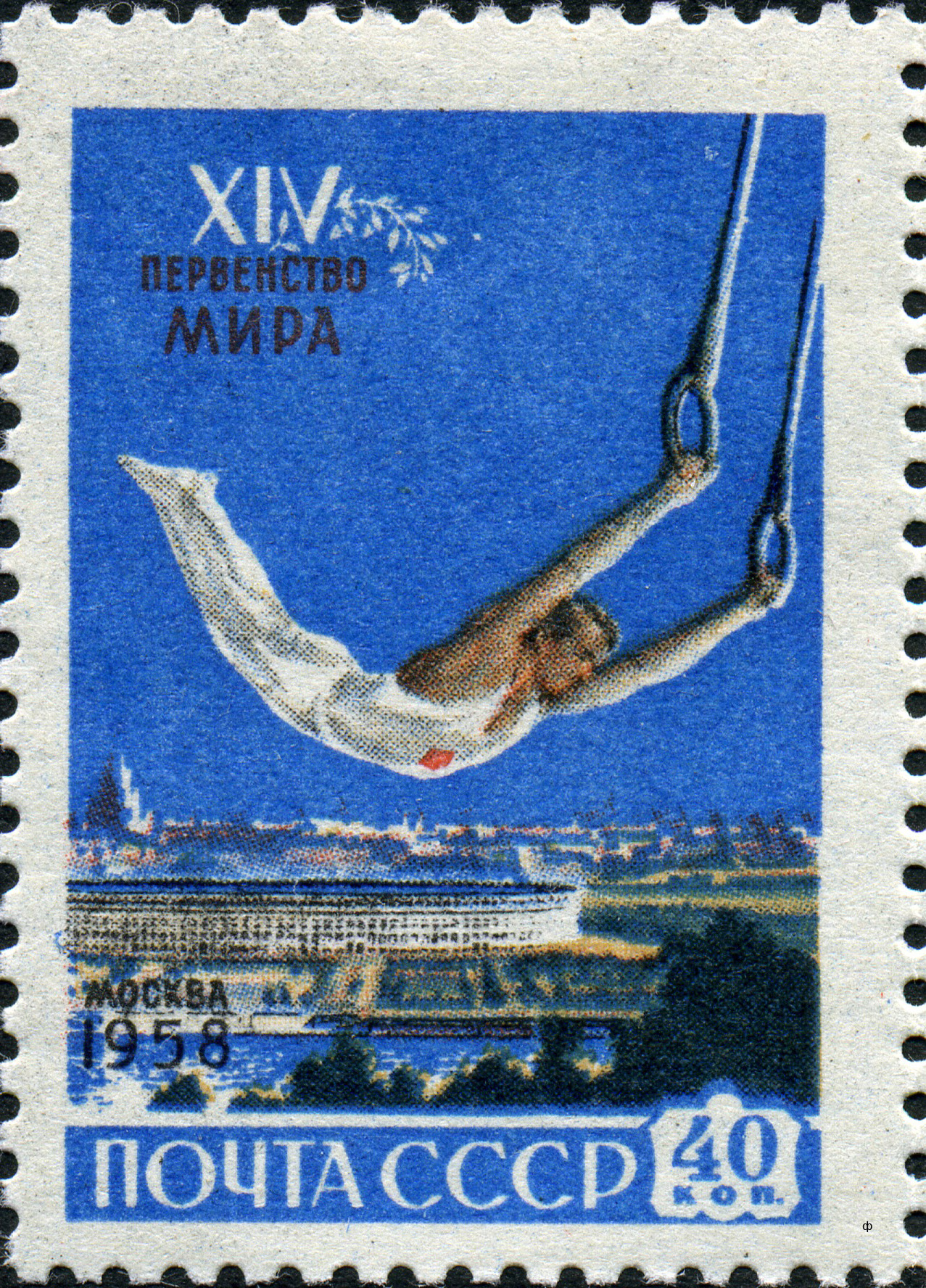
ワレンチン・ムラトフ

ワレンチン・ムラトフ（Valentin Ivanovich Muratov (ロシア語: Валенти́н Ива́нович Мура́тов 1928年7月30日-2006年10月6日 ） はソビエト連邦の体操競技選手。オリンピック及び世界選手権で共にチャンピオンになっている。

## 来歴
1952年のヘルシンキオリンピックでは団体で金メダルを獲得、1956年のメルボルンオリンピックでは床運動、あん馬、団体で金メダル、つり輪で銀メダルを獲得している。
また、1954年にローマで行われた世界体操競技選手権の個人総合、床運動、鉄棒でも金メダル、つり輪で銅メダルを獲得している。